# زانکت لون-روت
زانکت لون-روت (به آلمانی: St. Leon-Rot) یک شهر در آلمان است که در راین-نکار-کرایس واقع شده‌است. زانکت لون-روت ۱۲٬۴۴۳ نفر جمعیت دارد.